# トリメチルシリル基

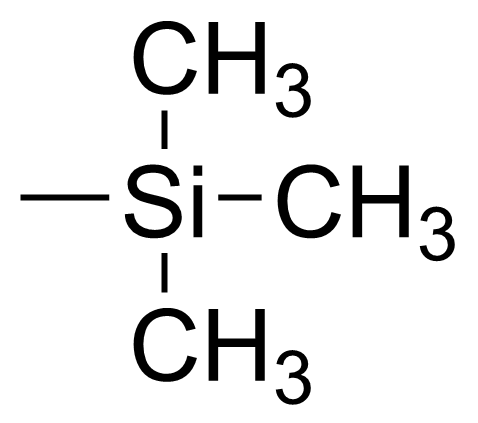
トリメチルシリル基の構造式

トリメチルシリル基（トリメチルシリルき、trimethylsilyl group）とは、有機化学にあらわれる、3個のメチル基がケイ素に結びついた構造を持つ1価の置換基 (−Si(CH3)3) のこと。有機合成では保護基として用いられる。略して TMS と表される。
天然化合物には、トリメチルシリル基を持つものは発見されていない。

## 利用
アルコールやフェノール類、カルボン酸など、ヒドロキシ基のためなどで揮発性が低い化合物にトリメチルシリル基を導入すると、その揮発性を高めることができる。ヒドロキシ基 (−OH) に対し、適切なトリメチルシリル化剤を作用させて水素を置き換え、トリメチルシロキシ基 (−OSi(CH3)3) とする。このときの生成物はトリメチルシリルエーテルである。
{\displaystyle {\ce {R-OH\ +TMS-X\ +{\mathit {Base}}->R-O-TMS\ +{\mathit {Base}}\bullet HX}}}
すると、官能基の極性が下がるために揮発性が高まり、ガスクロマトグラフィーや質量分析法への適用が容易となる。
有機合成ではトリメチルシリル基を保護基として用いる。ヒドロキシ基を持つ化合物にある反応を施したい、しかしその反応でヒドロキシ基が存在すると副反応が起こってしまう、という場合に、一時的にヒドロキシ基上にトリメチルシリル基を導入してトリメチルシロキシ基の形にすることで、その副反応を回避することができる。
ほかトリメチルシリル基は、チオール基 (−SH)、末端アルキン (−C≡CH) の保護基としても用いられる。

## トリメチルシリル化
アルコールのヒドロキシ基をトリメチルシリル基で保護するための試薬の組み合わせはさまざまな状況に応じたものが確立している。代表例として、クロロトリメチルシランとトリエチルアミンを用いる方法を挙げる。
{\displaystyle {\ce {R-OH\ +TMS-Cl\ +(CH3CH2)3N->R-O-TMS\ +(CH3CH2)3N\bullet HCl}}}
ほか、強力なトリメチルシリル化剤として、N,O-ビス（トリメチルシリル）アセトアミド (CH3C(O−TMS)=N−TMS)、トリメチルシリルイミダゾール （TMS−Im、Im はイミダゾール環）などが知られ、立体障害が高いアルコールや、確実に高収率を得たい局面で用いられる。

## 脱保護
ヒドロキシ基をトリメチルシリル基で保護したトリメチルシロキシ基は、中性の有機溶媒や酸化剤・還元剤、有機金属などの求核剤に対しては比較的耐久性を示すが、水溶液、酸、塩基には弱く、容易に分解して元のヒドロキシ基に戻る。炭酸カリウムのメタノール懸濁液を用いる手法は一般的なもののひとつである。フッ化物イオンも O−Si、C−Si 結合の切断に用いられ、有機溶媒中ではフッ化テトラブチルアンモニウム (TBAF) の使用が一般的である。

より頑強な保護基が必要な場合は、トリエチルシリル基 (−Si(CH2CH3)3, TES)、tert-ブチルジメチルシリル基 (−Si(CH3)2C(CH3)3, TBDMS or TBS) など、立体障害の高いものが用いられる。